# Горненский сельсовет
Го́рненский сельсове́т — муниципальное образование со статусом сельского поселения в составе Зейского района Амурской области. 
Административный центр — посёлок Горный.

## История
Горненский сельсовет образован в 1974 году решением исполкома Амурского областного Совета депутатов трудящихся от 31.12.1974 года № 496.
31 октября 2005 года в соответствии с Законом Амурской области № 73-ОЗ муниципальное образование наделено статусом сельского поселения.

## Население
| 2002 | 2010 | 2011 | 2012 | 2013 | 2014 | 2015 |
| ---- | ---- | ---- | ---- | ---- | ---- | ---- |
| 944  | ↘867 | ↘863 | ↘850 | ↘819 | ↘807 | ↘797 |
| 2016 | 2017 | 2018 | 2021 |      |      |      |
| ↘777 | →777 | ↘760 | ↘634 |      |      |      |

## Состав сельского поселения
| № | Населённый пункт | Тип населённого пункта          | Население |
| - | ---------------- | ------------------------------- | --------- |
| 1 | Горный           | посёлок, административный центр | ↘634      |